# Ilmen Sapowednik
Ilmenski sapowednik (russisch Ильменский заповедник, wiss. Transliteration Il’menskij zapovednik, englisch Ilmen Nature Reserve, Ilmensky) ist ein russisches Sapowednik, ein Schutzgebiet mit besonderem rechtlichen Schutz. Es wurde durch einen Erlass von Lenin 1920 als mineralogisches Naturreservat begründet. In dem Gebiet des Ilmengebirges finden sich zahlreiche Erze mit Seltenen Erden. Allein 16 Minerale wurden dort erstmals entdeckt, unter anderem Ilmenit (welches nach der Fundstelle benannt ist), Monazit, Cancrinit und Samarskit-(Y). Im Laufe der Jahre wurden über 400 Minen in dem Gebiet angelegt. Das Geologische Museum des Reservats ist eines der größten in Russland. Die vorhandenen Wälder bestehen aus Kiefern und Lärchen auf den niedrigen Hügeln des Ilmengebirge und in den Vorgebirgen auf der Ostseite des südlichen Ural-Gebirges. Das Reservat liegt gerade nördlich und östlich der Stadt Miass, im Rajon Tschebarkul des Oblast Tscheljabinsk, sowie 20 km östlich von Taganay National Park und 75 km westlich von Tscheljabinsk.

## Geographie
Das Ilmen Sapowednik liegt am Osthang des südlichen Urals, wo die Landschaft von dem niedrigen Bergkamm (400 m) in einen Distrikt von Seen und Hügeln übergeht. Das Schutzgebiet umfasst eine rechtwinklige Fläche mit einer Länge von 70 km von Norden nach Süden und einer Breite von 10 km von Westen nach Osten. Der Miass River verläuft von Norden nach Süden entlang der westlichen Grenze. Im Süden und Osten liegen mehrere Seen an den Grenzen: Osero Ilmenskoje (Ozero Il’menskoye, Озеро Ильменское, 327 m), Osero Argajasch (Ozero Argayash, Озеро Аргаяш 351 m), Osero Tzebarkul (Ozero Chebarkul’, Озеро Чебаркуль, 314 m), Osero Jelowoje (Ozero Yelovoye, Озеро Еловое 318 m), Osero Terenkul (Ozero Terenkul’, Озеро Теренкуль 315 m), Osero Bolschoi Kisegaz (Ozero Bol’shoy Kisegach, Озеро Большой Кисегач 312 m), Osero Mali Kisegaz (Ozero Malyy Kisegach, Озеро Малый Кисегач 313 m), Osjera Tzjernie (Ozëra Chërnyye, Озёра Чёрные 340 m), Osero Bolschoi Terenkul (Ozero Bol’shoy Terenkul’, Озеро Большой Теренкуль 309 m), Osero Baraus (Ozero Baraus, Озеро Бараус 297 m), Osero Maloje Miassowo (Ozero Maloye Miassovo, Озеро Малое Миассово 290 m) und im Norden letztlich Arganskoje Wodochranilischtsche (Argazinskoye Vodokhranilishche, Аргазинское Водохранилище 269 m). Im Schutzgebiet selbst liegen noch die Seen Osero Siritkul (Ozero Syrytkul’, Озеро Сырыткуль 303 m), Osero Karamatkul (Ozero Karamatkul’, Озеро Караматкуль 304 m), Osero Ischkul (Ozero Ishkul’, Озеро Ишкуль 330 m), Osero Bolschoi Tatkul (Ozero Bol’shoy Tatkul’, Озеро Большой Таткуль 293 m), Osero BolschoiMiassowo (Ozero Bol’shoye Miassovo, Озеро Большое Миассово 290 m), Osero Sawelkul (Ozero Savel’kul’, Озеро Савелькуль 311 m), Osero Prud (Ozero Prud, Озеро Пруд 295 m) und weitere kleinere Feuchtgebiete.
Der höchste Punkt, Ilmen Tau, erreicht eine Höhe von 750 m.

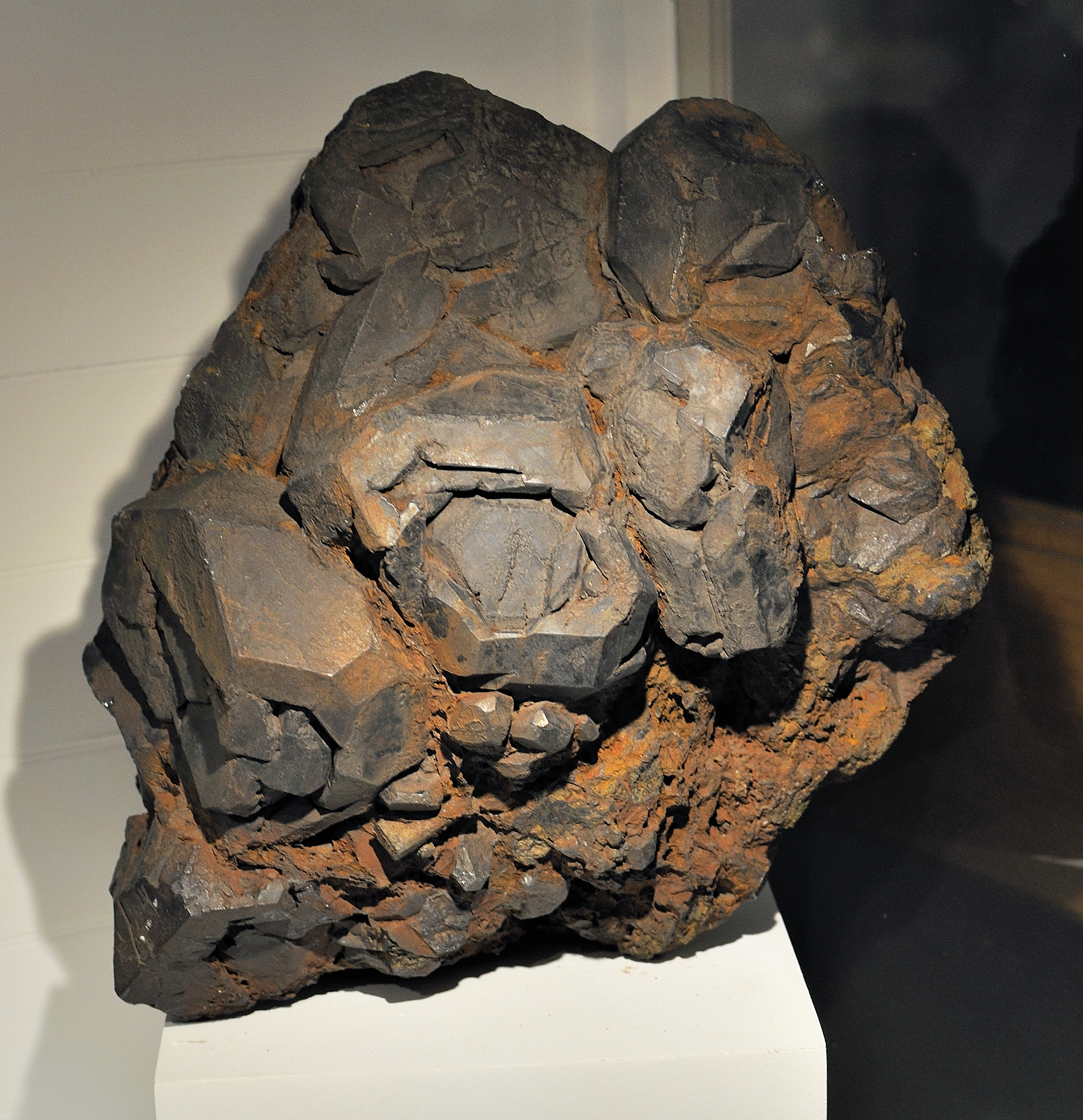
Ilmenit, das wichtigste Titan-Erz wurde erstmals an einer Stelle des heutigen Ilmen Sapowednik gefunden.

Die Geologie ist komplex und zeigt eine große Vielfalt an Vulkaniten und metamorphen Felsen. Die Granit-Formationen enthalten zahlreiche Pegmatit-Gänge. Man hat 278 Minerale und 70 verschiedene Gesteinsarten gefunden.
1824 besuchte der deutsche Mineraloge Johannes Menge das Gebiet und machte eine Erstbeschreibung. 1825 sagte er:
"Es scheint, dass die Mineralien der ganzen Welt in einem erstaunlichen Grat versammelt sind, und es wird noch viel mehr aus dieser Entdeckung kommen."

## Klima und Ökoregion
Ilmen liegt in der Ökoregion Kazakh forest steppe (Kasachische Waldsteppe). Die Vegetation besteht vor allem aus Steppen mit langen Waldbändern aus Waldkiefern, etwa 450–600 km weiter nördlich als der gewöhnliche europäisch-russische Wald. Diese Ökoregion verfügt über mehr Feuchtgebiete und ein stärker kontinentales Klimat als die europäische Waldsteppe.
Nach dem Köppen-Geiger-System ist das Klima ein humides Kontinentalklima mit der Kurzbezeichnung (Dfb). Charakteristisch dafür sind große Temperatur-Amplituden, sowohl tageweise, als auch saisonal, mit milden Sommern und kalten, schneereichen Wintern. Der Niederschlag beträgt 500 bis 800 mm pro Jahr mit der Hauptniederschlagszeit im Sommer. Schnee erreicht eine Tiefe bis zu einem Meter, Schneebedeckung hält im Durchschnitt 195 Tage an. Die Frost-freie Periode dauert ca. 80–90 Tage.

## Flora und Fauna
Die dunkle Taiga liegt im Westen an den Berghängen; ein Großteil des Schutzgebiets besteht jedoch aus Kiefern-Birken-Wäldern. Wälder bedecken 85 % des Areals. Davon sind 55 % Kiefern (Pinus sylvestris) und ca. 40 % Birken. Die übrigen 5 % bestehen hauptsächlich aus Weiden und Steppen. 9 % der Fläche besteht aus Gewässern und die angrenzenden Überflutungsgebiete und die Totholzbestände bieten ein gutes Habitat für Pilz. Daher gibt es einen Studienschwerpunkt für Pilze. Tier- und Pflanzenwelt wurden seit der Gründung des Schutzgebiets häufig wissenschaftlich beschrieben. Die Flora enthält mehr als 1200 Pflanzenarten, viele endemische, Relikt- und seltene Arten: Hermelin, Iltis, sibirischem Wiesel, Wolf, Luchs, Europäisches Gleithörnchen, Hasen, Braunbär. Es gibt nur wenige Elche und Rehe. Sikahirsche und Biber wurden akklimatisiert. Bei den Vögeln sind häufig: Auerhahn, Waldhuhn, Birkhuhn, Haselhuhn, sowie Singschwan und Kranich; außerdem ist das Gebiet ein wichtiges Jagdgebiet für Seeadler, Kaiseradler, Wanderfalke, Fischadler, Sakerfalke, Zwergtrappe.

## Ökotourismus
Als streng geschütztes Naturreservat ist das Ilmen Sapowednik generell für Besucher gesperrt, wobei Wissenschaftler und Personen mit dem Ziel der Umwelterziehung Besuche mit der Parkverwaltung vereinbaren können. Die Verwaltung befindet sich in Miass.

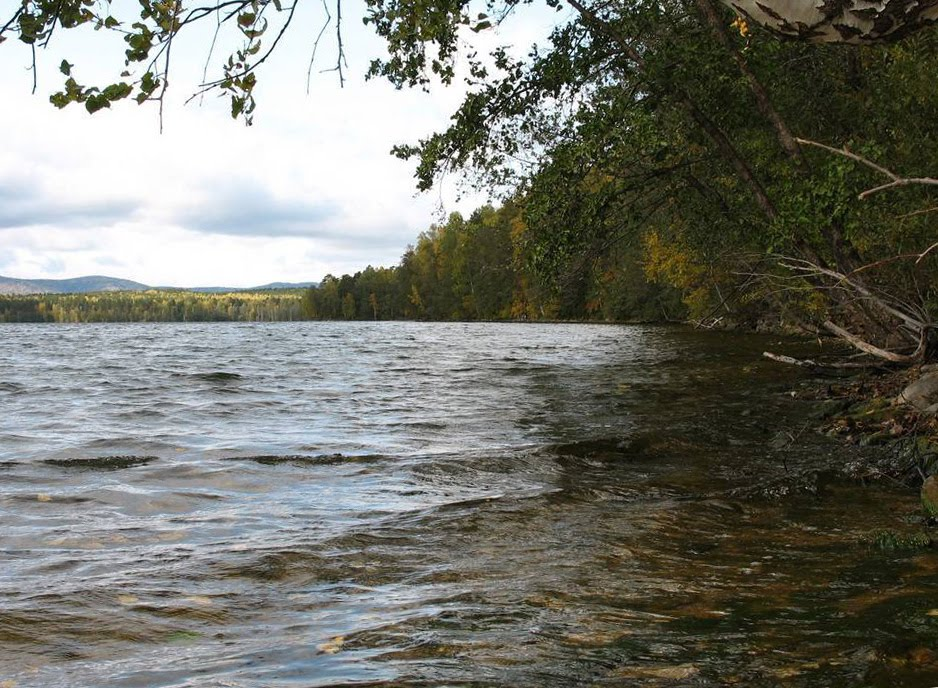
Blick auf Ilmen Sapowednik (L, im Hintergrund) am Westufer des Sees Bolschoi Kisegach.

## Mineralogisches Museum
Das naturkundliche Museum Jestestwenno-nautschny musei Ilmenskogo gossudarstwennogo sapowednika (Yestestvenno-Nauchnyy Muzey Il'menskogo Gosudarstvennogo Zapovednika - Естественно-научный музей Ильменского государственного заповедника) bei Miass wurde 1925 von Alexander Jewgenjewitsch Fersman gegründet. Es ist eines der fünf größten russischen geologisch-mineralogischen Museen. Es ist in einem dreistöckigen Gebäude mit sechs Ausstellungsräumen und einer Fläche von 2050 m² untergebracht. Die Betreibergesellschaft hat 30.000 Ausstellungsstücke mit 9000 davon in der Ausstellung. Jährlich kommen 50.000 Besucher.